# Lê Đức Vinh
 Lê Đức Vinh (sinh ngày 15 tháng 12 năm 1965) là một chính khách Việt Nam. Ông từng là Chủ tịch Ủy ban nhân dân tỉnh Khánh Hòa khóa VI, nhiệm kỳ 2016–2021, nguyên Bí thư Ban cán sự Đảng, Phó Bí thư Tỉnh ủy Khánh Hòa nhiệm kỳ 2015 - 2020. Ông bị Thủ tướng Chính phủ Việt Nam Nguyễn Xuân Phúc cách chức Chủ tịch UBND tỉnh Khánh Hòa vào ngày 13 tháng 12 năm 2019.
Ngày 6/1/2023, ông Vinh bị kết án 5 năm 6 tháng tù về tội Vi phạm các quy định về quản lý, sử dụng tài sản Nhà nước gây thất thoát, lãng phí. Trước đó, trong tháng 4/2022, ông Vinh lĩnh 4 năm 6 tháng tù do sai phạm khi thực hiện dự án sinh thái Cửu Long Sơn Tự và biệt thự sông núi Vĩnh Trung, phá vỡ quy hoạch trên núi Chín Khúc. 

## Lý lịch và học vấn
Lê Đức Vinh sinh ngày 15 tháng 12 năm 1965, quê quán xã Diên An, huyện Diên Khánh, tỉnh Khánh Hòa;
Trình độ chuyên môn: Tiến sĩ kỹ thuật xây dựng;
Trình độ lý luận chính trị: Cao cấp

## Sự nghiệp
Năm 1983, học tại Khoa Xây dựng (X1) Trường Đại học Bách khoa Đà Nẵng, nay là khoa Khoa Xây dựng Dân dụng và Công nghiệp Trường Đại học Bách khoa Đà Nẵng.
Lê Đức Vinh từng làm Giám đốc Sở Xây dựng tỉnh Khánh Hòa, Chủ tịch Ủy ban nhân dân thành phố Nha Trang trước khi làm Phó Chủ tịch Ủy ban nhân dân tỉnh Khánh Hòa, nhiệm kỳ 2011 – 2016.
Sáng ngày 24/9/2015, Đại hội Đảng bộ tỉnh Khánh Hòa lần thứ XVII đã bầu Lê Đức Vinh giữ chức vụ Phó Bí thư Tỉnh ủy Khánh Hòa nhiệm kỳ 2015 - 2020.
Ngày 26/10/2015, Hội đồng nhân dân tỉnh Khánh Hòa khóa V tổ chức kỳ họp bất thường bầu ông Lê Đức Vinh, Phó Bí thư Tỉnh ủy, Phó Chủ tịch Ủy ban nhân dân tỉnh làm Chủ tịch Ủy ban nhân dân tỉnh Khánh Hòa, nhiệm kỳ 2011 - 2016, với tỉ lệ 45/47 phiếu đồng ý.
Ngày 14/6/2016, Hội đồng nhân dân tỉnh Khánh Hòa khóa VI đã tiến hành kỳ họp thứ nhất bầu Lê Đức Vinh, Phó Bí thư Tỉnh ủy, Chủ tịch Ủy ban nhân dân tỉnh khóa V tái đắc cử Chủ tịch Ủy ban nhân dân tỉnh Khánh Hòa khóa VI, nhiệm kỳ 2016-2021.

## Vụ án đất đai tỉnh Khánh Hòa

### Bị kỷ luật cách chức
Ngày 23/08/2019, UB Kiểm tra Trung ương đã xem xét, kết luận về những dấu hiệu vi phạm đối với Ban Thường vụ Tỉnh ủy Khánh Hòa. UB Kiểm tra Trung ương nhận định Ban Thường vụ Tỉnh ủy, Ban cán sự đảng UBND tỉnh Khánh Hòa có nhiều vi phạm, khuyết điểm nghiêm trọng, gây hậu quả nghiêm trọng, làm thất thoát lớn tài sản, ngân sách nhà nước. Ông Lê Đức Vinh, Phó bí thư Tỉnh ủy, Bí thư Ban cán sự đảng, Chủ tịch UBND tỉnh và ông Nguyễn Chiến Thắng, nguyên Phó bí thư Tỉnh ủy, nguyên Bí thư Ban cán sự đảng, nguyên Chủ tịch UBND tỉnh cùng chịu trách nhiệm về những vi phạm, khuyết điểm của Ban thường vụ Tỉnh ủy và chịu trách nhiệm chính về những vi phạm, khuyết điểm của Ban cán sự đảng UBND tỉnh.
Ngày 5/11/2019, tại Trụ sở Trung ương Đảng, Ban Bí thư họp xem xét, thi hành kỷ luật Ban Thường vụ Tỉnh ủy, Ban cán sự đảng Ủy ban nhân dân tỉnh Khánh Hoà và một số cán bộ ở tỉnh này. Ban Bí thư quyết định thi hành kỷ luật bằng hình thức Cách chức tất cả các chức vụ trong Đảng đối với ông Lê Đức Vinh, Bí thư Ban cán sự Đảng, Phó Bí thư Tỉnh ủy Khánh Hòa nhiệm kỳ 2015 - 2020. Ngày 13/12/2019, Thủ tướng Nguyễn Xuân Phúc kí quyết định thi hành kỷ luật bằng hình thức cách chức Chủ tịch UBND tỉnh Khánh Hòa đối với ông Lê Đức Vinh.

### Kết án
Do bị xác định trách nhiệm cao nhất trong việc giao đất "vàng" cho doanh nghiệp không qua đấu thầu, gây thất thoát tài sản Nhà nước, ngày 6/1/2023, ông Nguyễn Chiến Thắng, cựu chủ tịch Khánh Hòa, bị TAND tỉnh Khánh Hòa tuyên phạt 6 năm 6 tháng tù về tội Vi phạm các quy định về quản lý, sử dụng tài sản Nhà nước gây thất thoát, lãng phí. Ông Lê Đức Vinh (cựu chủ tịch nhiệm kỳ sau ông Thắng, 57 tuổi) và Đào Công Thiên (cựu phó chủ tịch) lĩnh 5 năm 6 tháng tù. 10 bị cáo còn lại nguyên là lãnh đạo các sở ngành bị tuyên từ 2 năm đến 3 năm 6 tháng tù về cùng tội danh. Trước đó, trong tháng 4/2022, ông Thắng đã bị TAND tỉnh Khánh Hòa phạt 5 năm 6 tháng tù ông Vinh và ông Thiên lĩnh 4 năm 6 tháng tù do sai phạm khi thực hiện dự án sinh thái Cửu Long Sơn Tự và biệt thự sông núi Vĩnh Trung, phá vỡ quy hoạch trên núi Chín Khúc. 